# Байтук (посёлок)
Байту́к — посёлок железнодорожной станции в Брединском районе Челябинской области России. Входит в Павловское сельское поселение.
Через посёлок протекает одноимённая река. Расстояние до районного центра посёлка Бреды 45 км. Расположена одноимённая железнодорожная станция Южно-Уральской железной дороги. В настоящее время в посёлке нет ни одной улицы.

## Население
| 2002 | 2010 | 2015 |
| ---- | ---- | ---- |
| 68   | ↘31  | ↘25  |

По данным Всероссийской переписи, в 2010 году численность населения посёлка составляла 31 человек (20 мужчин и 11 женщин).